# Lunkalárgai fatemplom
A lunkalárgai fatemplom műemlék Romániában, Fehér megyében. A romániai műemlékek jegyzékében az AB-II-m-B-00246 sorszámon szerepel.